# OM serie numerica
Per OM serie numerica si intende una serie di autocarri con il marchio della OM e contraddistinti dalla sigla della casa seguita da un numero che distingueva le portate e i motori che li equipaggiavano.
Le sigle comprendevano ad esempio OM 40, OM 50, OM 55, OM 65, OM 70, OM 75, OM 80, OM 90, OM 100, OM 110, OM 120, OM 130, OM 150, OM 160, OM 170, OM 180 e OM 190.

## Il contesto
Nel primo dopoguerra la serie di autocarri della Officine Meccaniche (OM) era contraddistinta da designazioni zoologiche ed era composta da mezzi come Leoncino, Tigrotto, Tigre, Lupetto, Cerbiatto, Daino e Orsetto; nel 1967, nell'ambito di un programma di riorganizzazione di tutto il comparto dei mezzi di trasporto merci operato da Fiat Veicoli Industriali (di cui OM faceva parte), tali diciture cominciarono ad essere sostituite da quelle semplicemente numeriche.
I nuovi mezzi erano molto somiglianti nell'estetica ai predecessori, ad eccezione del marchio OM portato al centro della calandra anziché all'esterno della stessa, in alto, come in precedenza. La serie venne inaugurata dai mezzi di maggiore portata come i "100" e i "190".

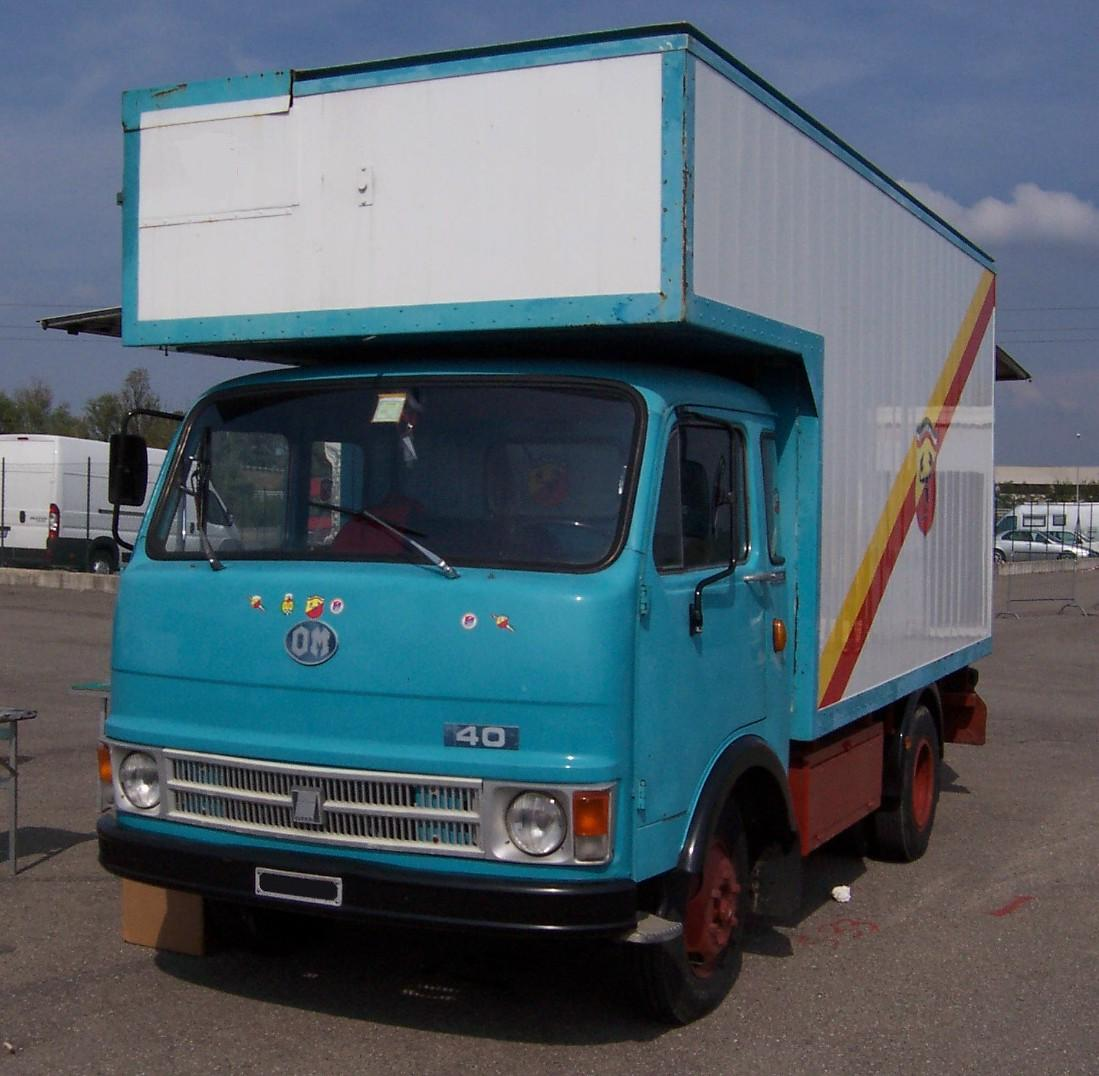
Un OM 40 prima serie

Pochi anni dopo la serie venne totalmente ristrutturata con modifiche estetiche rilevanti che riguardavano una nuova calandra, ora molto più piccola, rettangolare e situata nella parte inferiore poco sopra il paraurti. La stessa serie di veicoli, limitata ora sino all'OM 100, iniziò ad essere commercializzata sotto vari marchi del gruppo, oltre che come OM anche come Fiat, come Unic e come Magirus.
La seconda serie, entrata in produzione nella seconda metà degli anni settanta, vide delle nuove modifiche estetiche alla cabina, ora molto più spigolosa rispetto al passato, con una calandra ulteriormente ristilizzata.

## OM 55 13/55 15 e forze dell'ordine

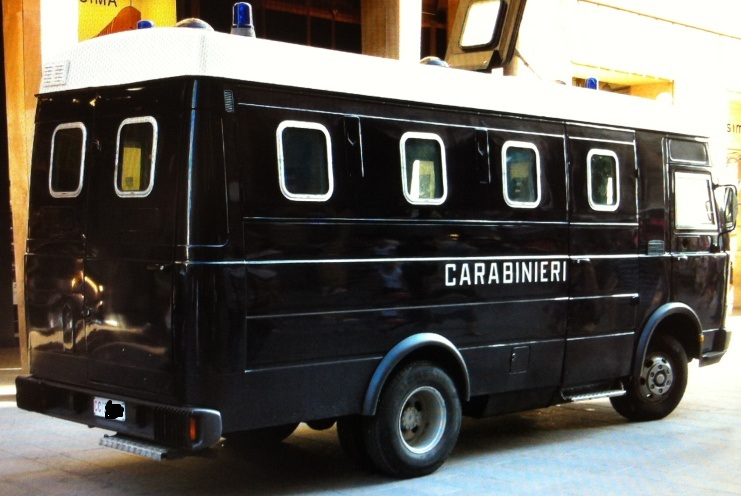
Un OM 55 (Zeta) dell'Arma dei Carabinieri

La versione della OM contraddistinta dalla sigla 55-13 e successivamente dalla 55-14 è stata utilizzata come furgone blindato dalle forze dell'ordine italiane a partire dagli anni settanta, per essere poi sostituita negli anni dai più recenti Iveco Daily, Iveco VM 90 e Iveco RG-12. In particolare l'OM 55 è stato utilizzato per molti anni dall'Arma dei Carabinieri, dalla Polizia di Stato, dalla Guardia di Finanza e dal Corpo di polizia penitenziaria.
La OM, già facente parte del gruppo Fiat, confluì nella neonata Iveco nel 1975: perciò molti OM 55 hanno marchio Iveco e sono contraddistinti dalla denominazione "Iveco A 55 F 13" o "Iveco A 55 F 14".
In alcune regioni si possono trovare ancora degli esemplari all'interno di alcune caserme, in attesa della dismissione.

## I modelli della prima serie
| Modello       | Anni di produzione | Tipo motore  | Cilindrata cm3 | Potenza CV DIN | PTT in tonn                          |
| ------------- | ------------------ | ------------ | -------------- | -------------- | ------------------------------------ |
| Fiat OM 35/40 | 1972 - 1974        | Fiat 8040-02 | 3.455          | 82 @ 3200      | 3,5                                  |
| Fiat OM 50    | 1972 - 1974        | Fiat 8040-02 | 3.455          | 82 @ 3200      | 4,9                                  |
| Fiat OM 55    | 1972 - 1976        | Fiat 8040-02 | 3.455          | 82 @ 3200      | 5,65                                 |
| Fiat OM 65    | 1972 - 1976        | OM CO 3/41   | 4.562          | 90 @ 2400      | 6,5 versione per il mercato tedesco  |
| Fiat OM 70    | 1972 - 1976        | OM CO 3/41   | 4.562          | 90 @ 2400      | 7,0                                  |
| Fiat OM 75    | 1972 - 1976        | OM CO 3/41   | 4.562          | 90 @ 2400      | 7,5                                  |
| Fiat OM 80    | 1972 - 1976        | Fiat 8060-02 | 5.183          | 122 @ 3200     | 8,15 versione per il mercato tedesco |
| Fiat OM 90    | 1972 - 1976        | Fiat 8060-02 | 5.183          | 122 @ 3200     | 9,0                                  |
| Fiat OM 100   | 1973 - 1976        | Fiat 8060-02 | 5.183          | 122 @ 3200     | 10,0                                 |

## I modelli della seconda serie

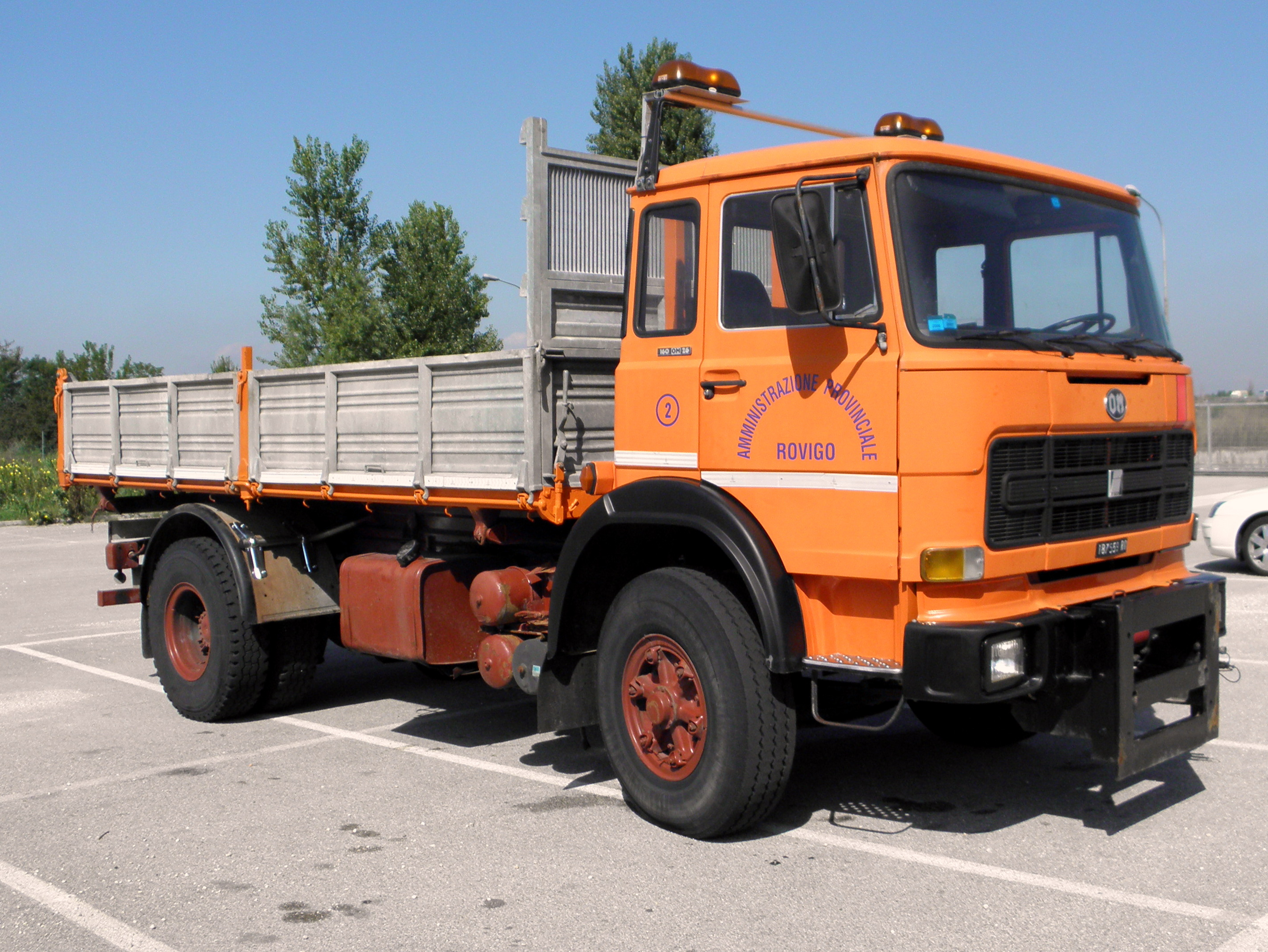
L'OM 160 OM 26 in carico all'Amministrazione Provinciale Rovigo.

| Modello     | Anni di produzione | Tipo motore  | Cilindrata cm3 | Potenza CV DIN | PTT in tonn |
| ----------- | ------------------ | ------------ | -------------- | -------------- | ----------- |
| Fiat OM 50  | 1977 - 1985        | Fiat 8040-04 | 3.455          | 85 @ 3200      | 5,4         |
| Fiat OM 55  | 1977 - 1979        | Fiat 8040-04 | 3.455          | 85 @ 3200      | 5,7         |
| Fiat OM 60  | 1979 - 1985        | Fiat 8040-04 | 3.455          | 85 @ 3200      | 5,99        |
| Fiat OM 65  | 1977 - 1987        | Fiat 8340-04 | 4.562          | 100 @ 2800     | 6,6         |
| Fiat OM 70  | 1977 - 1989        | Fiat 8340-04 | 4.562          | 100 @ 2800     | 7,1         |
| Fiat OM 75  | 1977 - 1979        | Fiat 8340-04 | 4.562          | 100 @ 2800     | 7,5         |
| Fiat OM 79  | 1979 - 1989        | Fiat 8060-04 | 5.183          | 130 @ 3200     | 7,99        |
| Fiat OM 90  | 1977 - 1989        | Fiat 8060-04 | 5.183          | 130 @ 3200     | 9,0         |
| Fiat OM 100 | 1977 - 1989        | Fiat 8060-04 | 5.183          | 130 @ 3200     | 10,6        |
| Fiat OM 109 | 1983 - 1990        | Fiat 8060-04 | 5.861          | 140 @ 3200     | 10,9        |